# جون لويد وادي
جون لويد وادي ، (10 ديسمبر 1916 - 11 سبتمبر 1987) كان ضابطًا كبيرًا وطيارًا في سلاح الجو الملكي الأسترالي (RAAF)، وعمل لاحقًا كعضو في الجمعية التشريعية لنيو ساوث ويلز ووزير التاج. كطيار مقاتل خلال الحرب العالمية الثانية، قام بإسقاط 15 طائرة معادية خلال حملة شمال إفريقيا، ليصبح أحد أفضل الطيارين الأستراليين وحصل على وسام الطيران المتميز. ذهب وادي إلى سرب 80 في جنوب غرب المحيط الهادئ، حيث حصل على الميدالية الجوية الأمريكية. كان واحدًا من ثمانية طيارين كبار شاركوا في «تمرد موروتاي» في أبريل 1945.
بعد تسريحه من القوة الجوية الدائمة في نهاية الحرب، تولى وادي لجنة في احتياطي RAAF وقاد المنظمة كقائد مجموعة في أوائل الخمسينيات من القرن الماضي. كان ناشطًا في مجال الأعمال التجارية ومجموعات المحاربين القدامى، وعُين ضابطًا في وسام الإمبراطورية البريطانية في عام 1955. من عام 1962 إلى عام 1976، كان عضوًا عن كيريبيلي في برلمان نيو ساوث ويلز، ممثلاً للحزب الليبرالي. شغل مناصب وزارية بما في ذلك وزير رعاية الطفولة والرعاية الاجتماعية (فيما بعد الشباب وخدمات المجتمع)، ووزير الصحة، ووزير الشرطة والخدمات. اعتزل والداي السياسة عام 1976، وتوفي عام 1987 عن عمر يناهز 70 عامًا.

### برلماني دولة

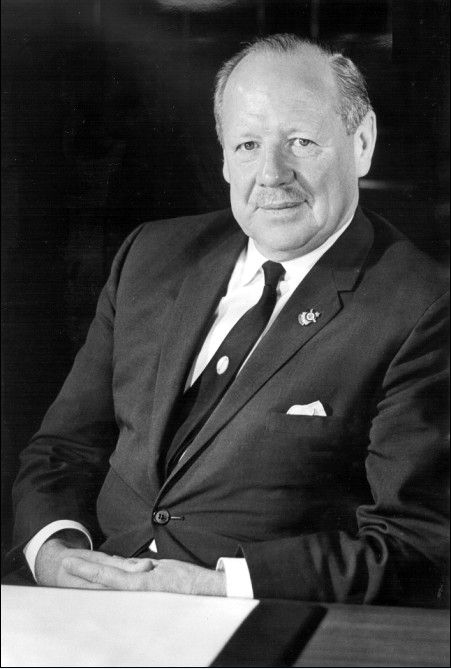
صورة رسمية لبرلمان نيو ساوث ويلز لجون لويد وادي ، 1971

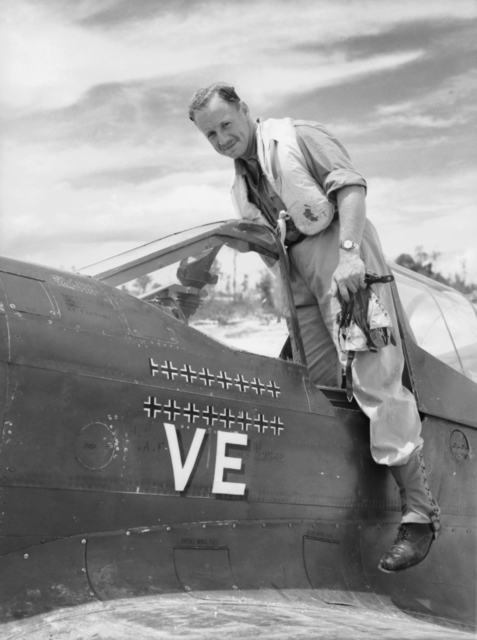
وادي في Noemfoor ، 1944

## الأسرة والحياة المبكرة

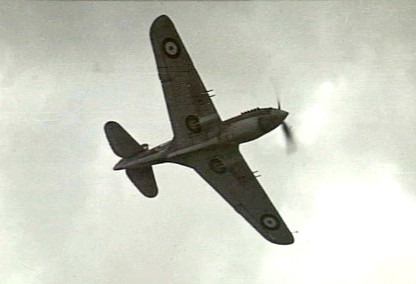
P-40 Tomahawk مشابه لذلك الذي طار بواسطة John Waddy في No. 250 سرب سلاح الجو الملكي البريطاني ، 1941

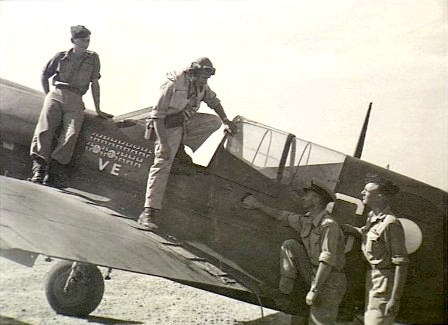
Waddy بصفته CO of No. سرب 80 في Morotai في عام 1945 ، خرج من سيارته P-40 Kittyhawk. تم تزيين الطائرة برصيده من الانتصارات في حرب الصحراء و "VE" ، اسم زوجته.

ولد في سيدني في 10 ديسمبر 1916، كان وادي نجل لاعب الكريكيت من الدرجة الأولى إدغار لويد وادي وزوجته Lottchen ، وحفيد الجنرال السير ريتشارد وادي، KCB.  وكان من بين إخوته الأربعة أخت وثلاثة أشقاء. أنشأ إدغار وادي شركة العقارات الوادى وابنه في خليج روز، الذي انضم إليه جون ككاتب بعد إكمال تعليمه في مدرسة مدرسة الملك، باراماتا.   تزوج من فيرا نيلي ماي (Ve) دينجيت في 21 يوليو 1938. أنجب الزوجان ابنًا، لويد، وابنتان، دينيس وروزاليند.  

### قراءة معمقة
- Alexander، المحرر (1950). Who's Who in Australia 1950  [لغات أخرى]‏. Melbourne: Colorgravure.
- Alexander، Kristen (2006). Clive Caldwell: Air Ace. Crows Nest, NSW: Allen & Unwin. ISBN:1-74114-705-0.
- Alexander، Kristen (1 سبتمبر 2004). ""Cleaning the Augean stables". The Morotai Mutiny?". Military Historical Society of Australia. مؤرشف من الأصل في 2023-04-17.
- Clune؛ Turner, Ken، المحررون (2006). The Premiers of New South Wales. Leichhardt, NSW: The Federation Press. ج. 2: 1901–2005. ISBN:1-86287-551-0.
- Davey، Paul (2006). The Nationals: The Progressive, Country, and National Party in New South Wales 1919–2006. Annandale, NSW: The Federation Press. ISBN:1-86287-526-X.
- Draper، المحرر (1980). Who's Who in Australia 1980. Melbourne: The Herald and Weekly Times.
- Eather، Steve (1995). Flying Squadrons of the Australian Defence Force. Weston Creek, ACT: Aerospace Publications. ISBN:1-875671-15-3.
- Herington، John (1954). Australia in the War of 1939–1945. Three (Air). Canberra: النصب الأسترالي التذكاري للحرب [الإنجليزية]. ج. III – Air War Against Germany and Italy 1939–1943. مؤرشف من الأصل في 2023-07-19.
- Hogan، Michael؛ Clune, David (2001). The People's Choice: Electoral Politics in 20th Century New South Wales. Parliament of New South Wales & University of Sydney. ج. 2, 1930–1965). ISBN:0-909907-40-4.
- Hogan، Michael؛ Clune, David (2001). The People's Choice: Electoral Politics in 20th Century New South Wales. Parliament of New South Wales & University of Sydney. ج. 3, 1968–1999). ISBN:0-909907-41-2.
- McDonald، المحرر (1973). New South Wales Parliamentary Debates: Session 1972–1973. Parliament of New South Wales.
- McDonald، المحرر (1973). New South Wales Parliamentary Debates: Session 1973. Parliament of New South Wales.
- McDonald، المحرر (1976). New South Wales Parliamentary Debates: Session 1975–1976. Parliament of New South Wales.